# Happy Now (canción de Kygo)
«Happy Now» es una canción del 2018 del DJ noruego Kygo con la voz del cantante sueco Sandro Cavazza. Fue lanzado el 26 de octubre de 2018 y se convirtió en un gran éxito en Noruega y Suecia, que también figura en una gran cantidad de gráficos europeos y en Australia.

## Certificaciones
| País   | Organismo certificador | Certificación | Ventas certificadas | Ref.  |
| ------ | ---------------------- | ------------- | ------------------- | ----- |
| México | AMPROFON               | Oro           | 30,000              | [ 1 ] |